# Flakstadøya
Flakstadøya is een eiland in Lofoten, Nord-Norge, Noorwegen. Het eiland ligt in de gemeente Flakstad
Het eiland is aan de westkant verbonden met Moskenesøya via de Kåkernbrug, en via een onderzeese tunnel met Vestvågøy. Het administratief centrum van de gemeenschap is Ramberg. Andere plaatsen op het eiland zijn Nusfjord, Sund, Vikten en Napp.

## Afbeeldingen

Flakstadøya
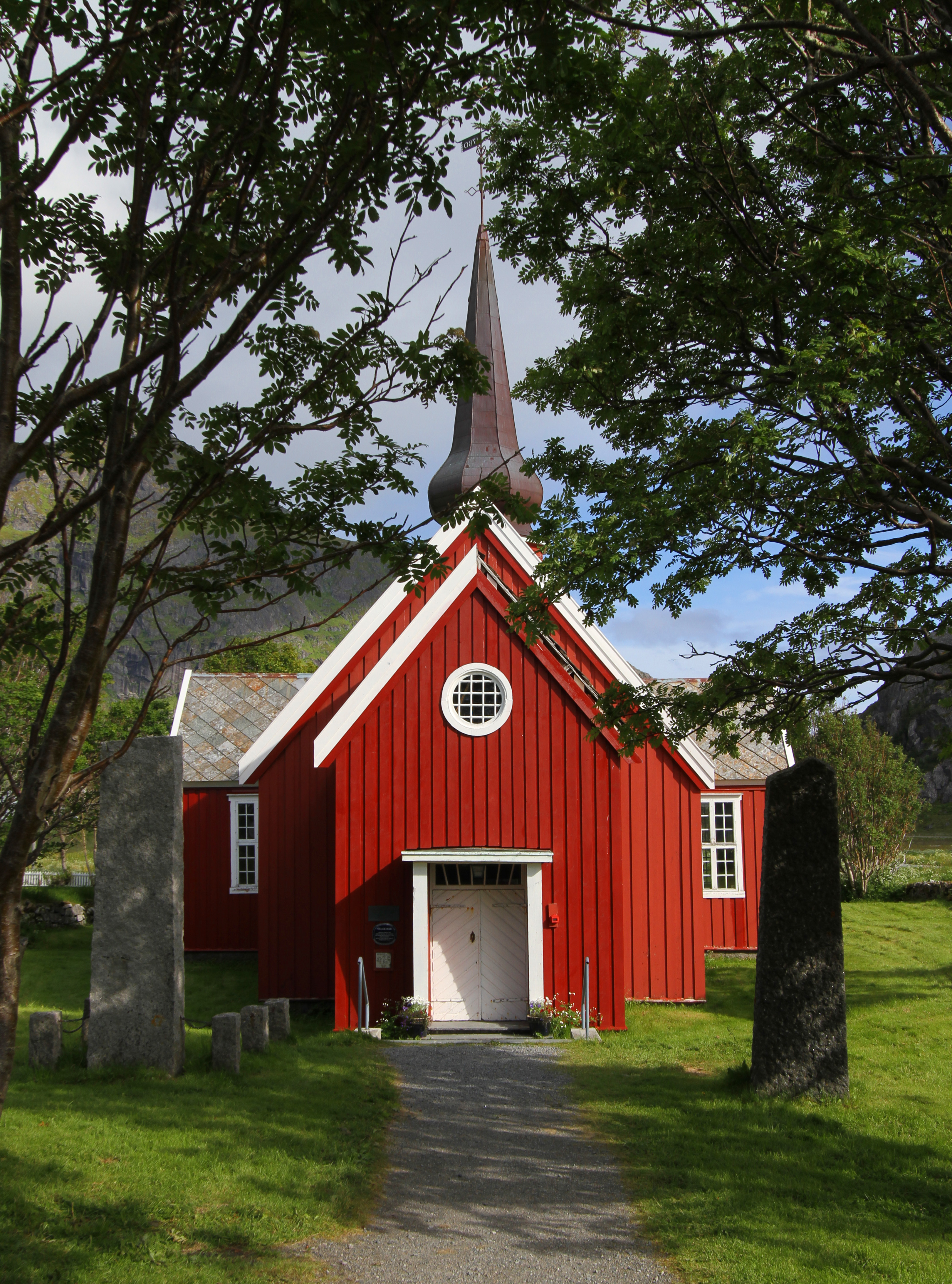
Flakstad
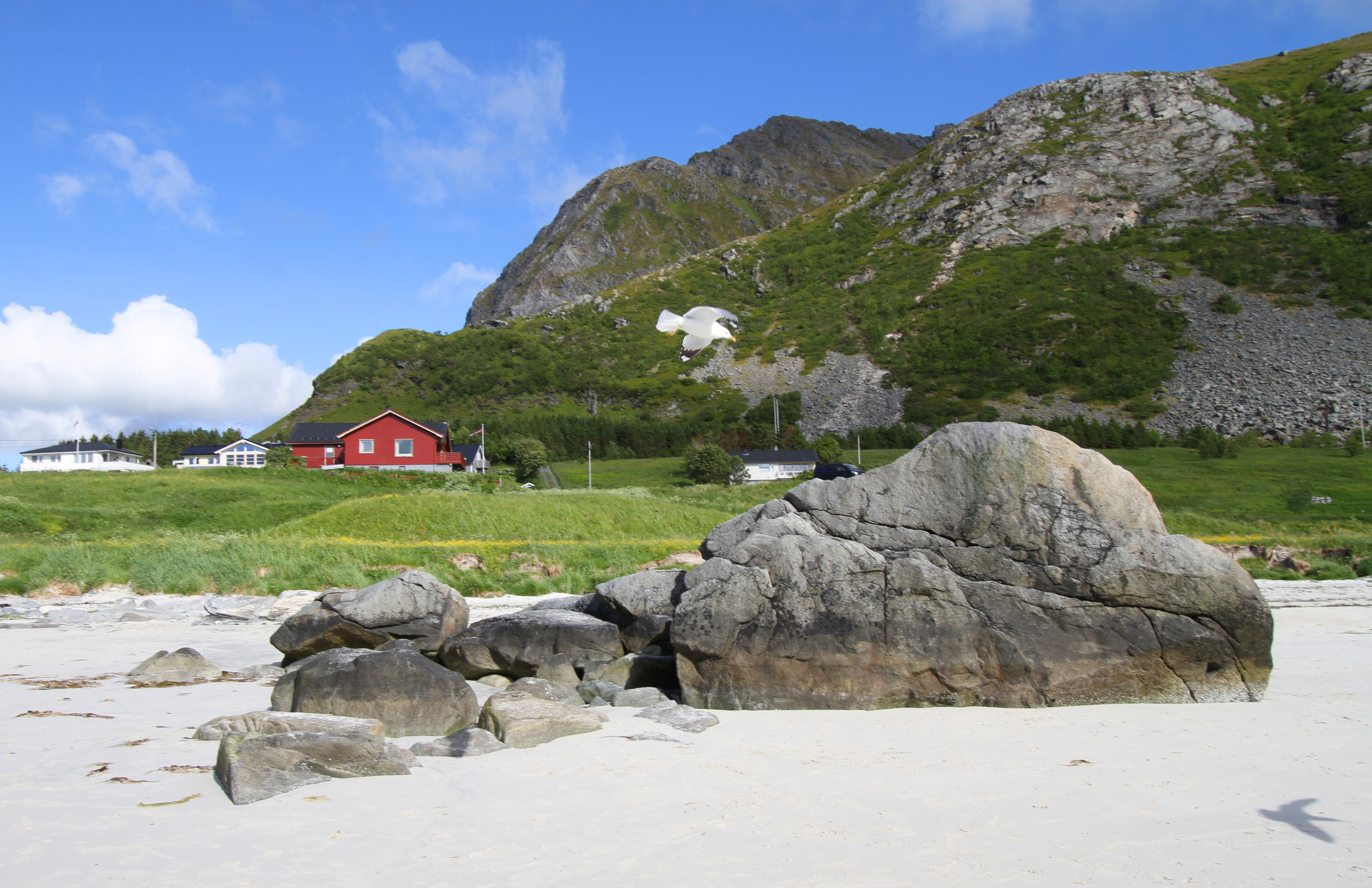
Ramberg
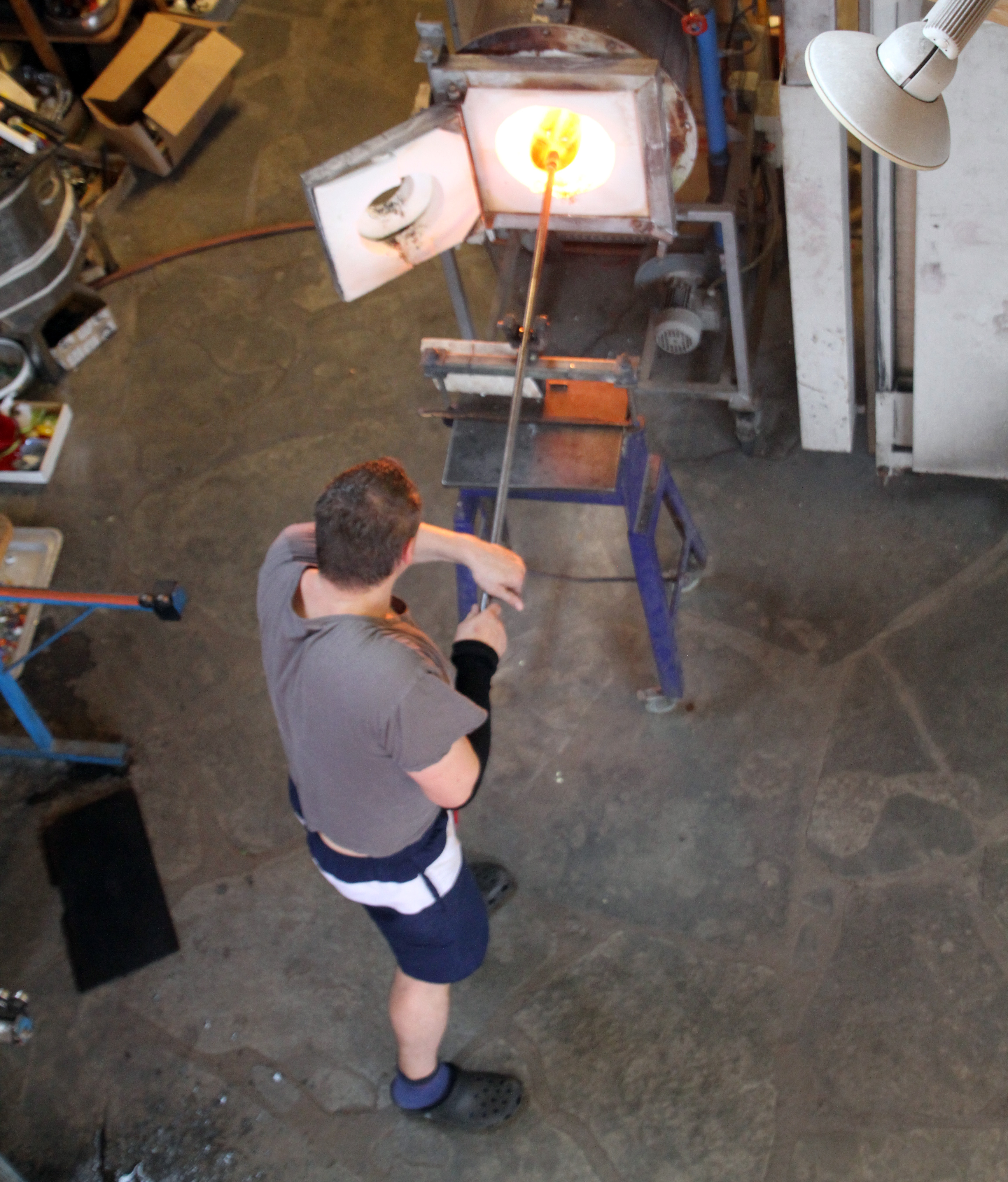
Glasblazer in Vikten
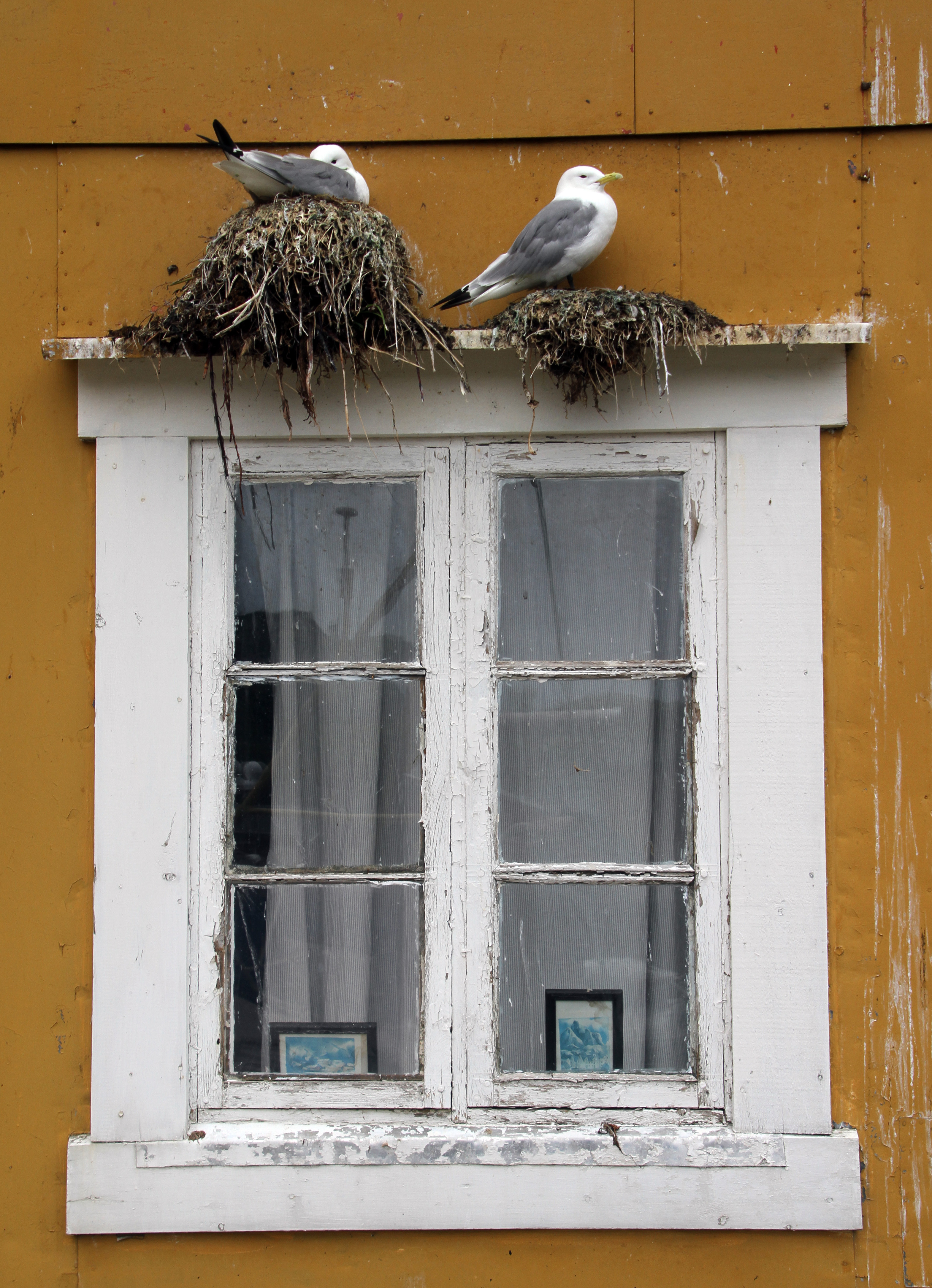
Meeuwen
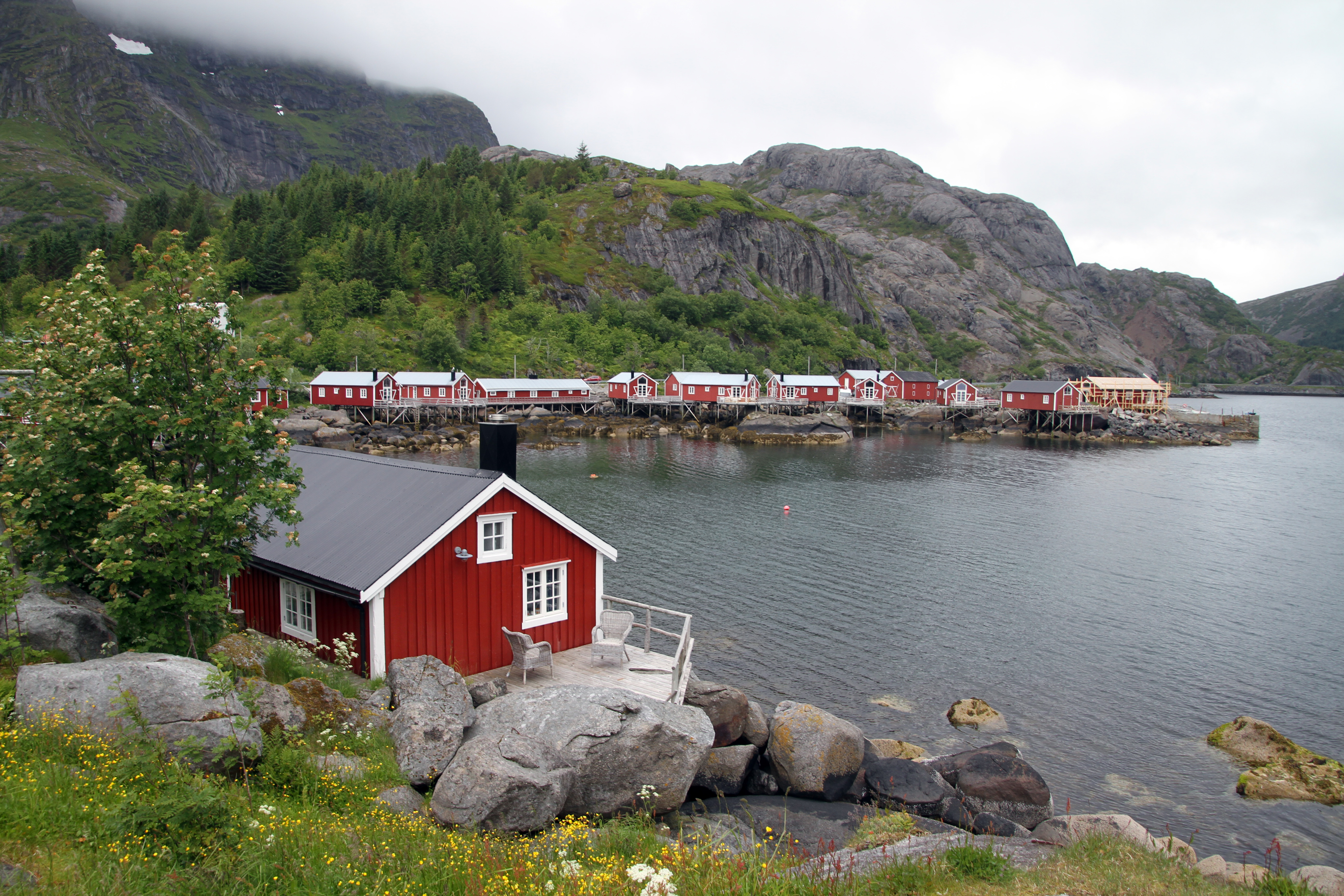
Nusfjord
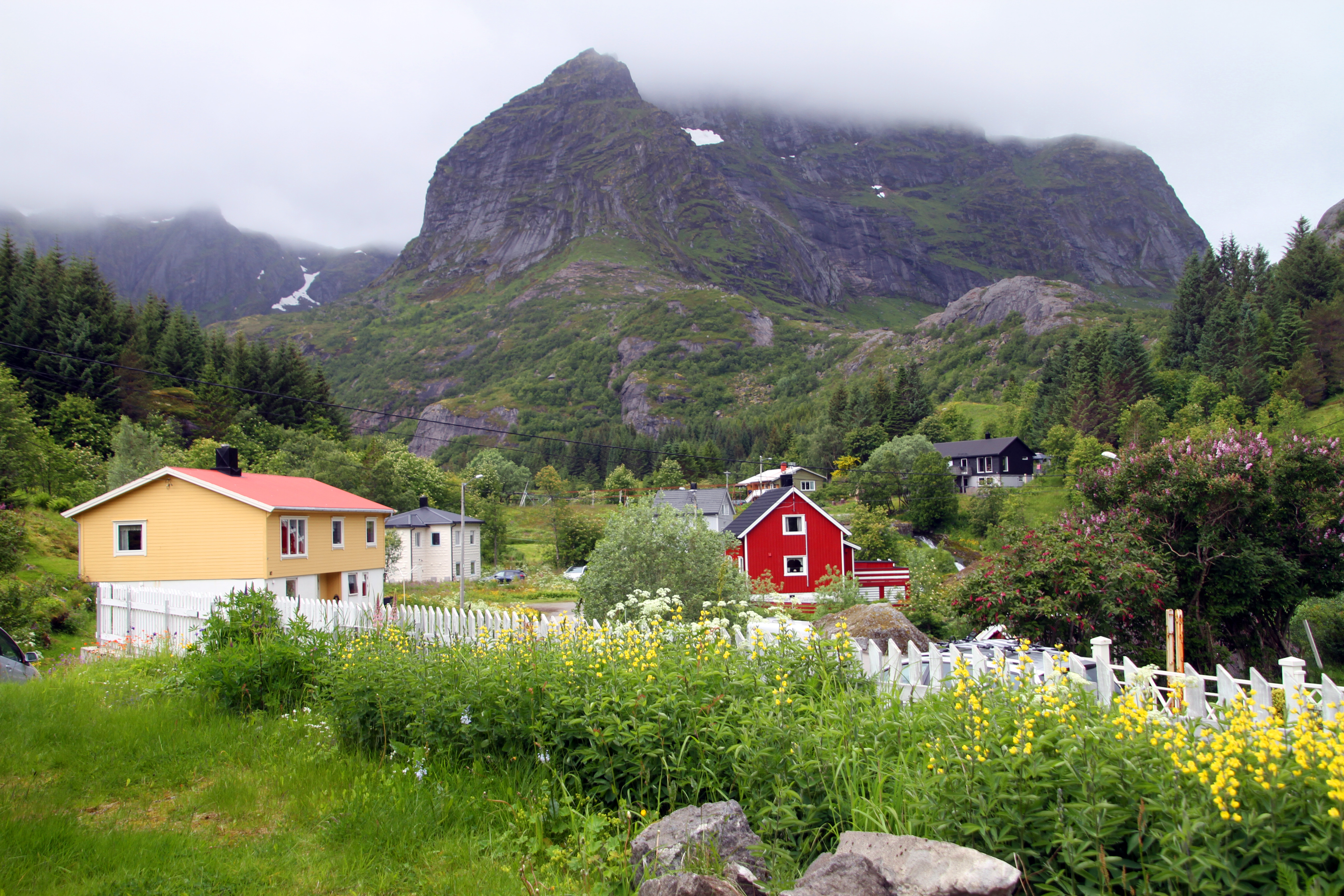
Nusfjord